# Monument aux victimes civiles du nazisme (Court-Saint-Étienne)
Le Monument aux victimes civiles du nazisme, ou Monument aux Résistants Martyrs est un monument de style Art déco situé à Court-Saint-Étienne, commune de la province belge du Brabant wallon.
Il commémore la mémoire des victimes civiles du nazisme, fusillées, pendues, décédées à la suite de la torture ou mortes dans les camps de concentration nazis,,.

## Localisation
Le monument se dresse à la pointe sud du Parc de Wisterzée, à l'intersection de l'avenue des Combattants et de la rue Ernest Cosse,,, face au numéro 37 de l'avenue des Combattants et face à l'avenue de Wisterzée, non loin de l'ancien site n°2 des Usines Émile Henricot et du Parc à Mitrailles.

## Historique
Le monument a été créé à l'initiative du "Comité du monument", présidé par Paul Dupuis,,.
Le monument proprement dit (c'est-à-dire le parallélépipède, sans la statue) a été inauguré le 26 août 1951,,. 
La statue en pierre blanche (de type pierre de Savonnières), due au sculpteur bruxellois Louis Van Cutsem (Evere 1909-Schaerbeek 1992), a été ajoutée et inaugurée le 17 avril 1966,,.

## Description
La statue représente un prisonnier politique, pieds et mains entourés d'un carcan relié à une chaîne,,.
Derrière la statue, le panneau central du monument honore la mémoire des résistants martyrs de la commune,, :
« Court Saint Etienne A ses Résistants Martyrs 1940-1945 »
Un bloc de pierre inséré dans le soubassement ajoute :
« Ici reposent des cendres de héros »
Deux plaques en marbre fixées sur le monument portent les noms des onze victimes,, (six à gauche et cinq à droite).
Le pied de la statue porte la signature du sculpteur, en bas à gauche.

Monument aux victimes civiles du nazisme
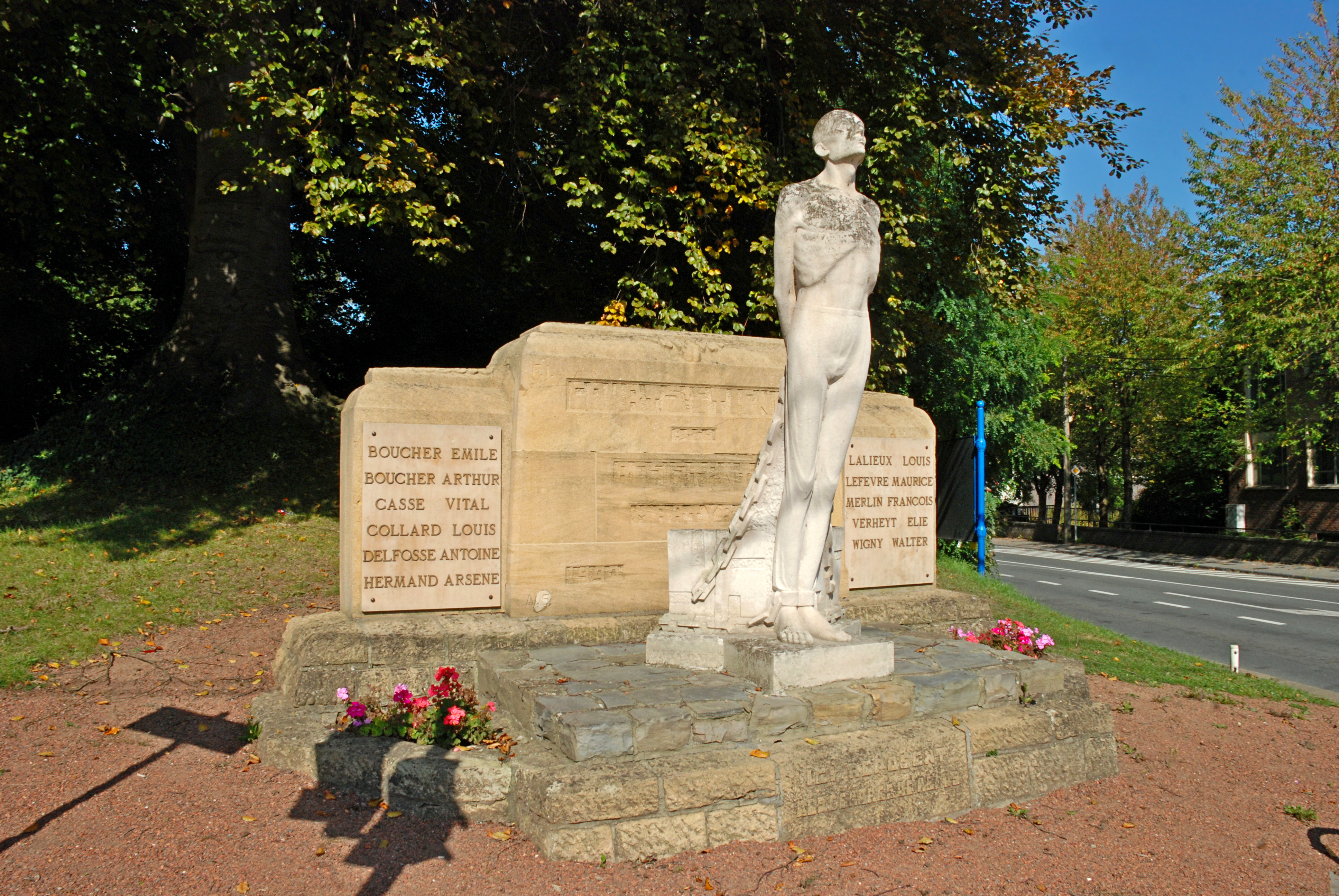
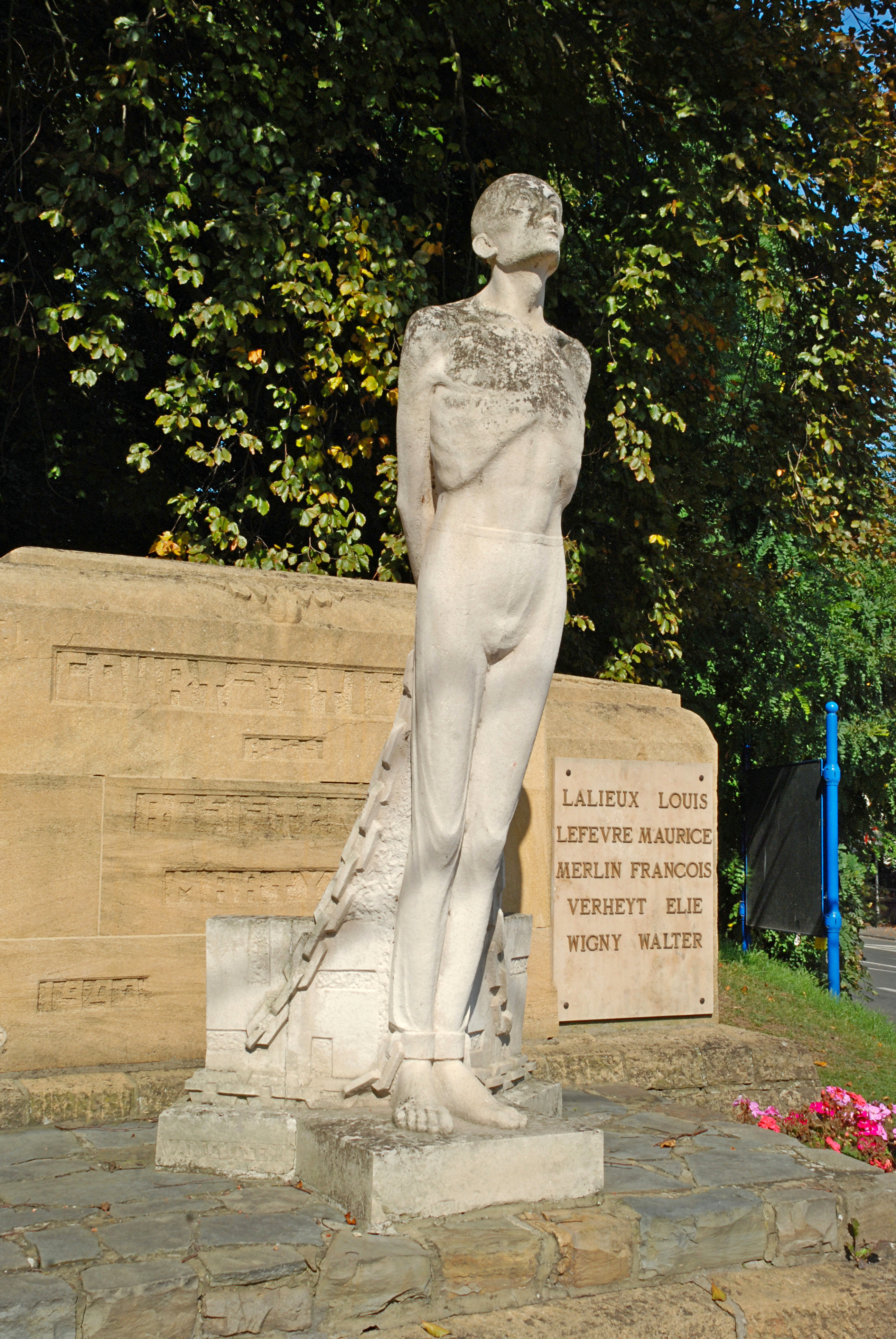
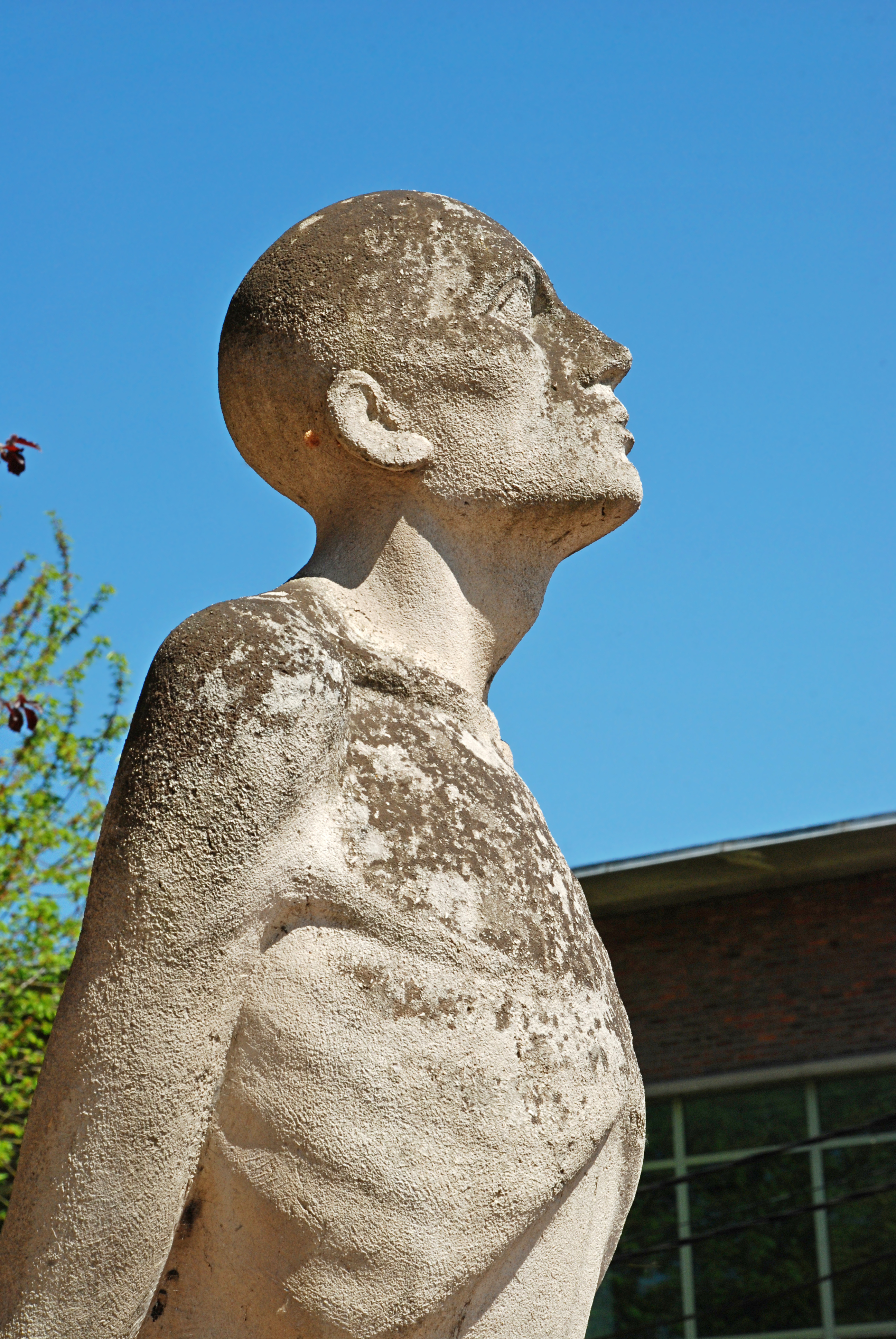
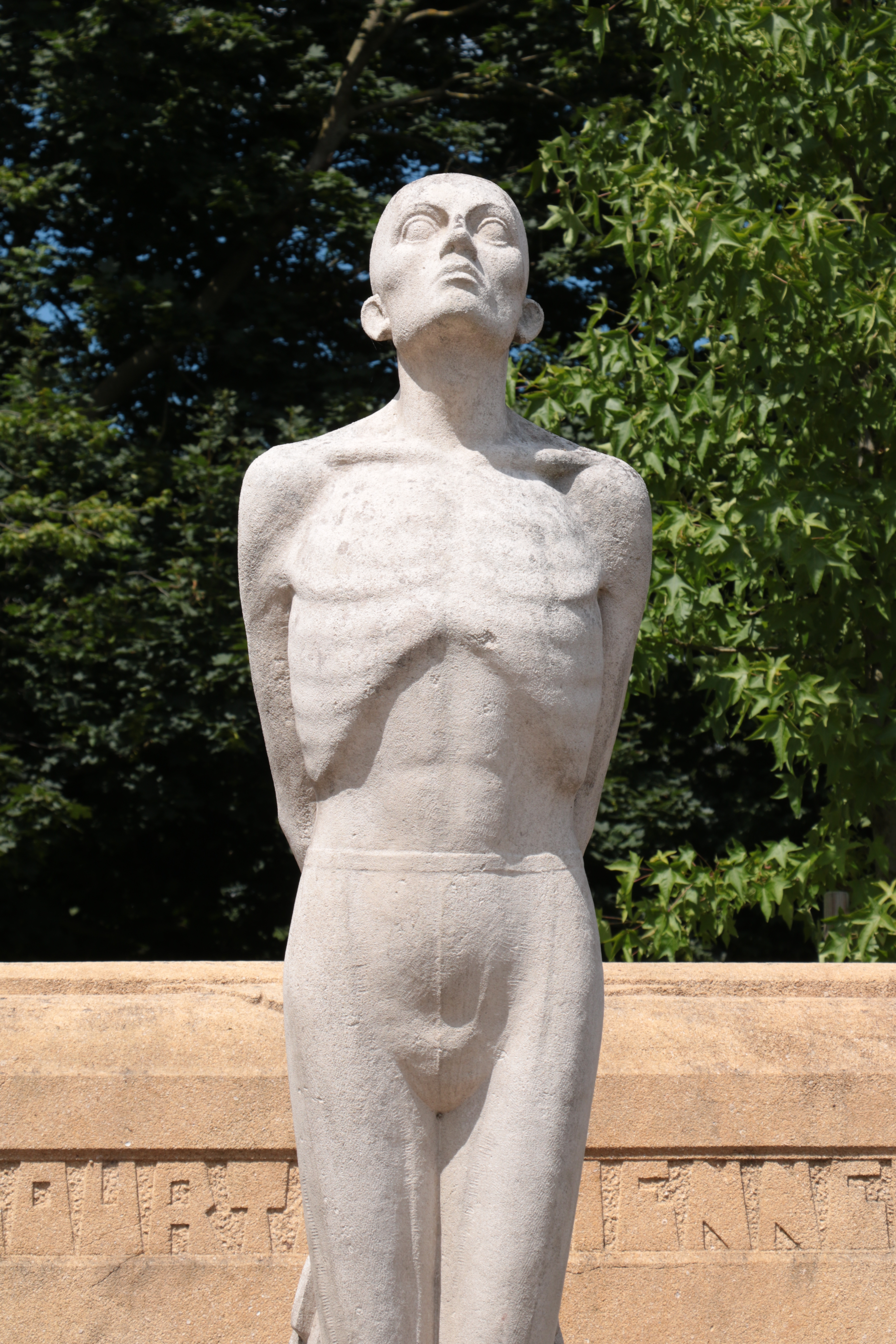
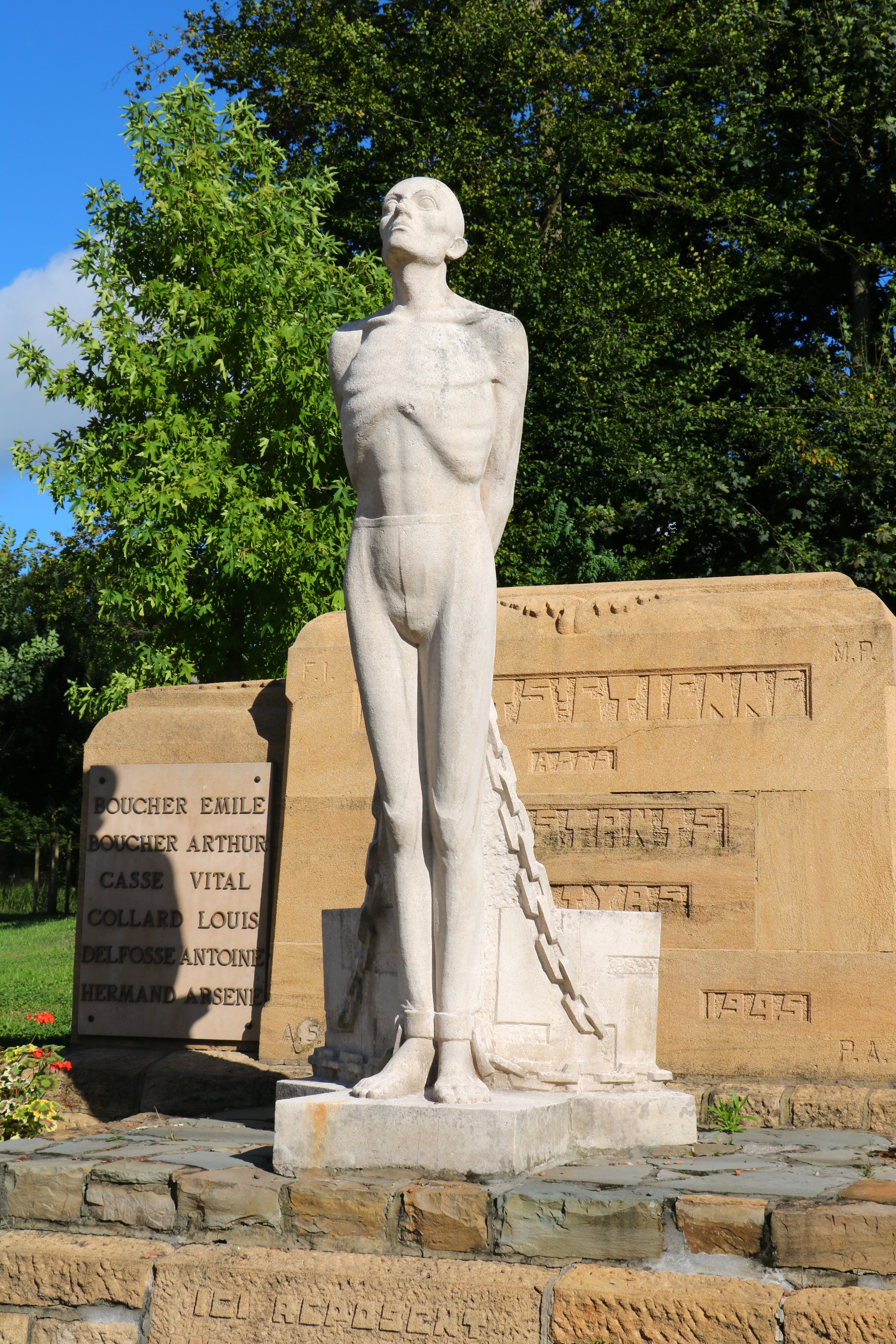